# Caterina Massera
Caterina Massera (* 9. November 2001) ist eine argentinische Leichtathletin, die sich auf den Hammerwurf spezialisiert hat.

## Sportliche Laufbahn
Erste internationale Erfahrungen sammelte Caterina Massera im Jahr 2018, als sie bei den U18-Südamerikameisterschaften in Cuenca mit einer Weite von 56,95 m den siebten Platz im Hammerwurf belegte. 2021 gelangte sie bei den U23-Südamerikameisterschaften in Guayaquil mit 50,91 m auf Rang neun und im Jahr darauf wurde sie bei den U23-Südamerikameisterschaften in Cascavel mit 54,77 m Fünfte.
2022 wurde Massera argentinische Meisterin im Hammerwurf.